# Parque Chacabuco (Buenos Aires)

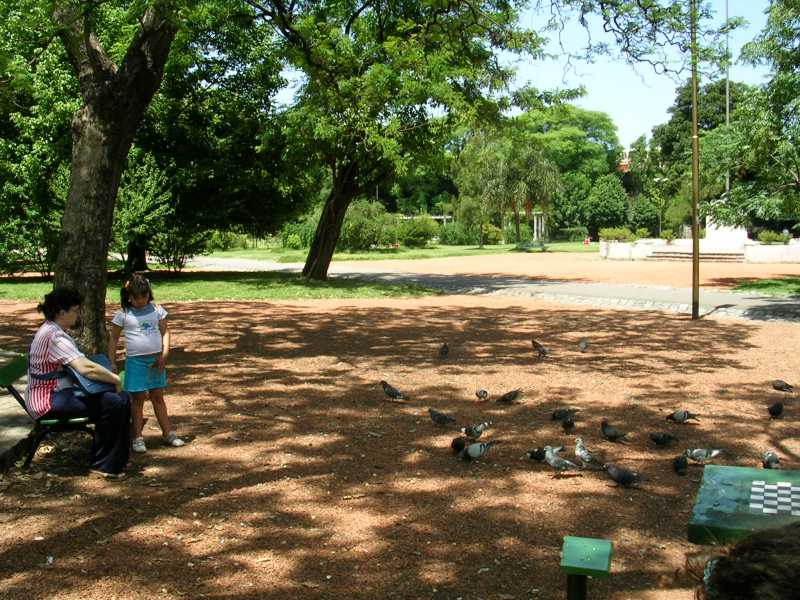
Parque Chacabuco, dentro del barrio con el mismo nombre.

Foto panorámica del Parque Chacabuco en primer plano y edificios del barrio detrás de este.

Parque Chacabuco es un barrio de la Ciudad Autónoma de Buenos Aires, que debe su nombre al parque que se encuentra en su centro, el cual es uno de los pulmones verdes más grandes de la ciudad. Su nombre rememora la Batalla de Chacabuco comandada por el libertador José de San Martín en 1817. 

## Ubicación geográfica
El barrio de Parque Chacabuco se encuentra en el centro-sur de la ciudad. Está delimitado por las calles: avenida La Plata (desde el 1001 hasta el 2199, desde avenida La Plata y avenida Directorio hasta avenida La Plata y avenida Cobo), avenida Cobo (501-1199), Del Barco Centenera (2001-2299), avenida Riestra (1601-1999), Pte. Camilo Torres y Tenorio (2002-2300), Curapaligüe (1802-2000), avenida Castañares (1901-2099), avenida Carabobo (1700-402), carril noreste de la avenida Carabobo (entre avenida Castañares y avenida Eva Perón Ex avenida Del Trabajo), avenida Directorio (1900-2).
Limita con los barrios de Flores al oeste, Caballito al norte, Boedo al este, y Nueva Pompeya al sur. Pertenece a la unidad administrativa Comuna 7 que comparte junto al barrio de Flores.

## Sub barrios de Parque Chacabuco
Son zonas (barrios no oficiales) dentro del barrio que por diversos orígenes poseen denominación propia ya sea de índole jurídico, coloquial o social.
En total se reconocen siete: 
Barrio Butteler: barrio planificado y construido en 1907 delimitado por las siguientes calles: Calles Zelarrayán, Senillosa y las avenidas La Plata y Cobo. Fue el primer barrio planificado concebido enteramente por el Estado en lo que se denominaba "Barrio de casas baratas", "Barrio obrero"; ley 4.824/05 o "Ley Irigoyen".
Barrio Cafferata: Barrio planificado (tercer barrio obrero) inaugurado en 1921 delimitado por las calles: avenida Asamblea, avenida José María Moreno, Estrada y Riglos. Se encuentra la escuela  22 DE 8° "Antonio A. Zinny".
Barrio Emilio Mitre (barrio Banco Municipal): barrio planificado inaugurado en 1923 y delimitado por las siguientes calles: Av. Asamblea, Zuviría, Emilio Mitre, Del Barco Centenera.
En este barrio se encuentra la Biblioteca Estanislao del Campo.
Barrio Simón Bolívar (barrio Curapaligüe o coloquialmente Monoblocks): Complejo habitacional inaugurado en 1953 delimitado por las calles Curapaligüe, Av. Eva Perón, Dávila y Baldomero Fernández Moreno. Fue construido con fondos del Banco Hipotecario Nacional junto a la antigua Administración Nacional de Viviendas en el contexto del primer Plan Quinquenal durante la presidencia de Juan Domingo Perón.
Barrio Juan XXIII: complejo habitacional delimitado por las calles: Av. Riestra, Miraflores, Somellera y Agustín de Vedia. Se encuentran la escuela Instituto Judas Tadeo y la Asociación Civil Club Atlético Miraflores.
Barrio Coreano (Corea Town): Es la zona epicentro de la comunidad coreana en Buenos Aires. Se desarrolla entre las Avenidas Carabobo y Castañares; limita con el sub barrio Bajo Flores del barrio de Flores frente a la gigantesca villa de emergencia barrio Rivadavia I y II.
En la zona se encuentra la iglesia católica de los Santos Mártires Coreanos.
Villa 13 Bis: Villa de emergencia delimitada por las siguientes calles: Av. Castañares, Av. Carabobo, Lautaro y Zelarrayan. Es limítrofe al barrio, pero pertenece a Flores.

## Imágenes
|                                                |
| Panorámica cercana al sub barrio Emilio Mitre. |

|                                                                   |
| El parque y la iglesia de Nuestra Señora de la Medalla Milagrosa. |

|                           |
| Vista sobre Emilio Mitre. |

|                                              |
| Estación de subte Emilio Mitre en el parque. |

|                                    |
| Nieve en el parque durante el 2007 |

|                                                 |
| Iglesia Nuestra Señora de la Medalla Milagrosa. |

|          |
| Rosedal. |